# Perigramma religiosa
Perigramma religiosa är en fjärilsart som beskrevs av Thierry-mieg 1892. Perigramma religiosa ingår i släktet Perigramma och familjen mätare. Inga underarter finns listade i Catalogue of Life.